# Jacques Scheibling
 (septembre 2007).
Si vous disposez d'ouvrages ou d'articles de référence ou si vous connaissez des sites web de qualité traitant du thème abordé ici, merci de compléter l'article en donnant les références utiles à sa vérifiabilité et en les liant à la section « Notes et références ».
Jacques Scheibling est un géographe français, professeur honoraire en classes préparatoires littéraires, après une carrière d'environ 20 ans en classe préparatoire aux grandes écoles au lycée Fénelon. Il fut longtemps membre ou proche du P.C.F. Il a été au jury de l'agrégation de géographie au moins pour l'année 1990.

## Biographie

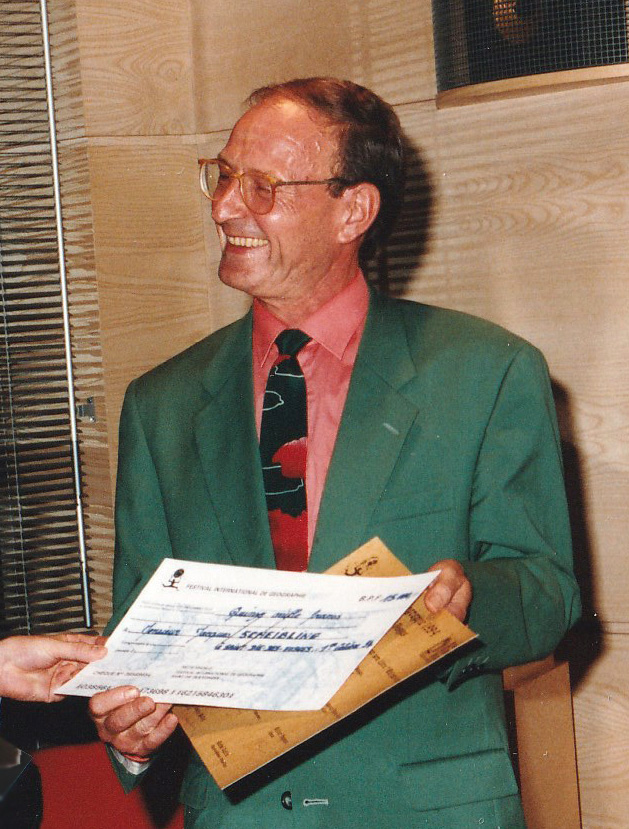
Jacques Scheibling recevant le prix Ptolémée au cours du Festival international de géographie en 1994.

Il a dirigé ou codirigé de nombreux ouvrages de géographie, dont plusieurs études et manuels pédagogiques. Il codirige aussi la collection Carré Géographie des éditions Hachette avec Dominique Borne.
Deux de ses ouvrages sont devenus des références importantes pour les études de géographie dans les universités françaises : Qu'est-ce que la géographie ? qui a obtenu le prix Ptolémée au Festival international de géographie de Saint-Dié en 1994 et Le Territoire français, permanences et mutations (1995), coécrit avec Félix Damette).